# Anomalia Subsonica
Anomalia Subsonica è un EP del gruppo musicale italiano Subsonica, pubblicato nel 2003. Il disco è allegato alla biografia del gruppo omonima scritta da Paolo Ferrari e pubblicata nel 2003 da Mescal.

## Descrizione
L'EP è contenuto all'interno del libro in formato CD. Il disco presenta una copertina nera con strisce gialle e scritte bianche. L'EP contiene quattro brani di cui tre in versione unplugged con solo chitarra e voce e uno acustico in stile Terrestre live e varie altre disfunzioni.
I brani unplugged presentano Samuel alla voce e C-Max ai cori e alle chitarre acustiche. Preso Blu invece è suonata con una chitarra elettrica. I brani in precedenza sono stati suonati solamente dal vivo. Mellow Mood (cover di Bob Marley) è stata suonata spesso dai Subsonica dal vivo e non è mai stata pubblicata in un album. In Albascura vengono utilizzate due chitarre acustiche, sunate da Samuel e Max, e delle percussioni, suonate da Ninja.

## Tracce
1. Sole silenzioso (unplugged)
2. Mellow Mood (unplugged)
3. Albascura (acoustic version)
4. Preso blu (unplugged)

## Formazione
- Samuel - voce, chitarra acustica
- Max - cori, chitarra
- Ninja - percussioni
- Boosta - tastiera